# Saint-Clar-de-Rivière
Pour les articles homonymes, voir Saint Clar et Rivière (homonymie).
Saint-Clar-de-Rivière est une commune française située dans le nord du département de la Haute-Garonne, en région Occitanie.
Sur le plan historique et culturel, la commune est dans le Pays toulousain, qui s’étend autour de Toulouse le long de la vallée de la Garonne, bordé à l’ouest par les coteaux du Savès, à l’est par ceux du Lauragais et au sud par ceux de la vallée de l’ Ariège et du Volvestre. Exposée à un climat océanique altéré, elle est drainée par le Touch, le ruisseau de la Saudrune, le ruisseau du Montant et par divers autres petits cours d'eau.
Saint-Clar-de-Rivière est une commune rurale qui compte 1 664 habitants en 2022, après avoir connu une forte hausse de la population depuis 1962. Elle fait partie de l'aire d'attraction de Toulouse. Ses habitants sont appelés les Saint-Clarais ou  Saint-Claraises.
Le patrimoine architectural de la commune comprend un immeuble protégé au titre des monuments historiques : le château, inscrit en  1991 puis en 1999.

## Géographie

### Localisation
La commune de Saint-Clar-de-Rivière se trouve dans le département de la Haute-Garonne, en région Occitanie.
Elle se situe à 24 km à vol d'oiseau de Toulouse, préfecture du département, et à 9 km de Muret, sous-préfecture.
Les communes les plus proches sont : 
Labastidette (2,5 km), Lamasquère (3,0 km), Cambernard (3,0 km), Lherm (4,1 km), Saint-Lys (6,2 km), Poucharramet (6,4 km), Sainte-Foy-de-Peyrolières (6,4 km), Saint-Hilaire (7,0 km).
Sur le plan historique et culturel, Saint-Clar-de-Rivière fait partie du pays toulousain, une ceinture de plaines fertiles entrecoupées de bosquets d'arbres, aux molles collines semées de fermes en briques roses, inéluctablement grignotée par l'urbanisme des banlieues.
Saint-Clar-de-Rivière est limitrophe de sept autres communes.
Les communes limitrophes sont  Cambernard, Labastidette, Lamasquère, Lherm, Muret, Saint-Lys et Sainte-Foy-de-Peyrolières.
| Sainte-Foy-de-Peyrolières | Saint-Lys             | Lamasquère   |
| Cambernard                | Saint-Clar-de-Rivière | Muret        |
|                           | Lherm                 | Labastidette |

Lieu-dit ou hameau : Castelcaillou.

### Géologie et relief
La superficie de la commune est de 1 007 hectares ; son altitude varie de 181  à   228 mètres.

### Hydrographie

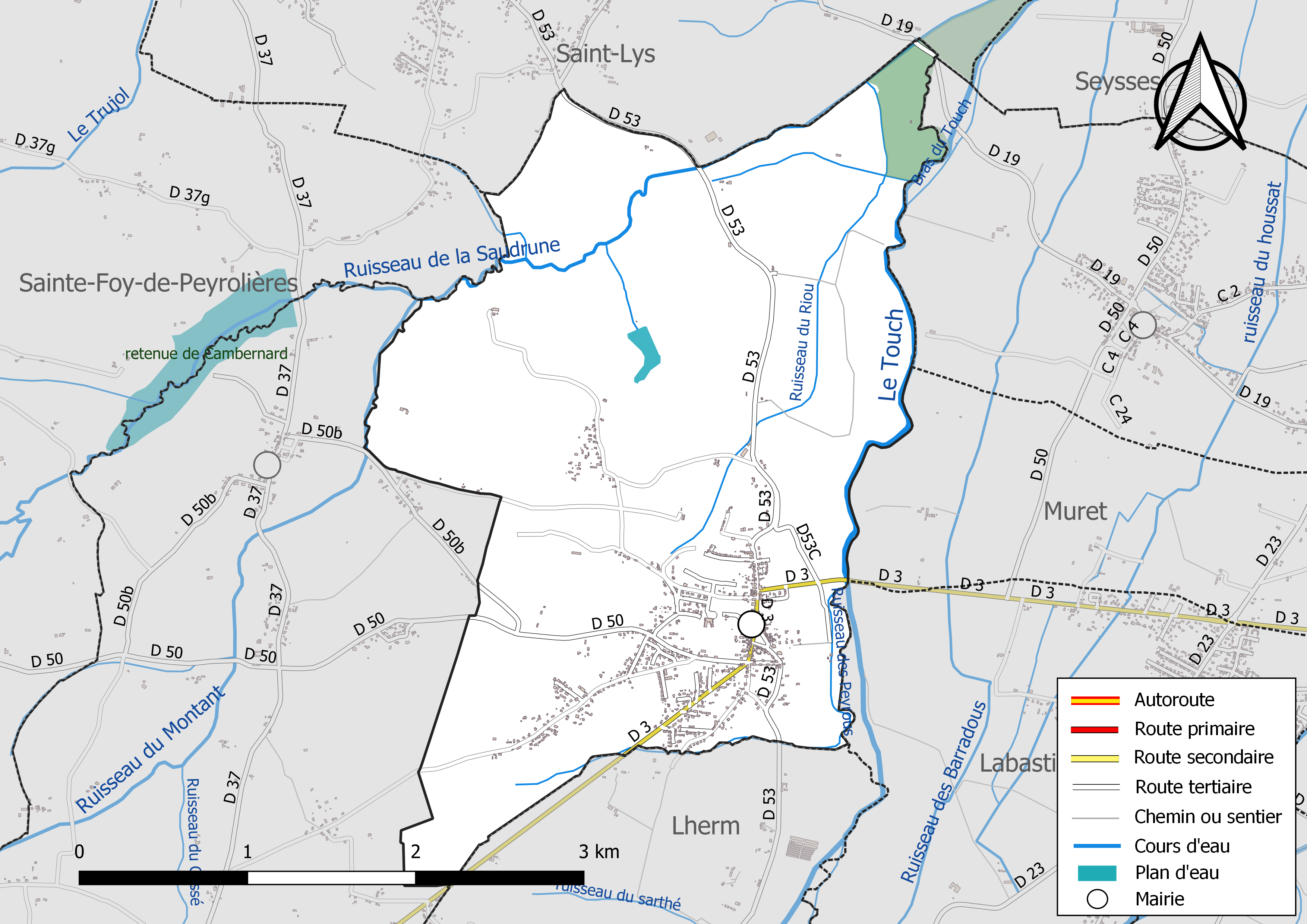
Réseaux hydrographique et routier de Saint-Clar-de-Rivière.

La commune est dans le bassin de la Garonne, au sein du bassin hydrographique Adour-Garonne. Elle est drainée par le Touch, le ruisseau de la Saudrune, le ruisseau du Montant, le ruisseau des Peyrous, le ruisseau du Riou et par divers petits cours d'eau, constituant un réseau hydrographique de 12 km de longueur totale,.
Le Touch, d'une longueur totale de 74,5 km, prend sa source dans la commune de Lilhac et s'écoule du sud-ouest vers le nord-est. Il traverse la commune et se jette dans la Garonne à Blagnac, après avoir traversé 29 communes.
Le ruisseau de la Saudrune, d'une longueur totale de 18,5 km, prend sa source dans la commune de Muret et s'écoule vers le nord-est. Il traverse la commune et se jette dans la Garonne à Toulouse, après avoir traversé 7 communes.
Le ruisseau du Montant, d'une longueur totale de 10,1 km, prend sa source dans la commune de Rieumes et s'écoule vers l'ouest puis se réoriente au nord. Il traverse la commune et se jette dans le ruisseau de la Saudrune à Sainte-Foy-de-Peyrolières, après avoir traversé 5 communes.

### Climat
Pour des articles plus généraux, voir Climat de l'Occitanie et Climat de la Haute-Garonne.
En 2010, le climat de la commune est de type climat du Bassin du Sud-Ouest, selon une étude s'appuyant sur une série de données couvrant la période 1971-2000. En 2020, Météo-France publie une typologie des climats de la France métropolitaine dans laquelle la commune est exposée à un climat océanique altéré et est dans la région climatique Aquitaine, Gascogne, caractérisée par une pluviométrie abondante au printemps, modérée en automne, un faible ensoleillement au printemps, un été chaud (19,5 °C), des vents faibles, des brouillards fréquents en automne et en hiver et des orages fréquents en été (15 à 20 jours).
Pour la période 1971-2000, la température annuelle moyenne est de 13 °C, avec une amplitude thermique annuelle de 15,9 °C. Le cumul annuel moyen de précipitations est de 707 mm, avec 8,9 jours de précipitations en janvier et 5,4 jours en juillet. Pour la période 1991-2020, la température moyenne annuelle observée sur la station météorologique la plus proche, située sur la commune de Lherm à 4 km à vol d'oiseau, est de 13,6 °C et le cumul annuel moyen de précipitations est de 620,4 mm,. Pour l'avenir, les paramètres climatiques de la commune estimés pour 2050 selon différents scénarios d'émission de gaz à effet de serre sont consultables sur un site dédié publié par Météo-France en novembre 2022.

### Milieux naturels et biodiversité
Aucun espace naturel présentant un intérêt patrimonial n'est recensé sur la commune dans l'inventaire national du patrimoine naturel,,.

## Urbanisme

### Typologie
Au 1er janvier 2024, Saint-Clar-de-Rivière est catégorisée bourg rural, selon la nouvelle grille communale de densité à sept niveaux définie par l'Insee en 2022.
Elle est située hors unité urbaine. Par ailleurs la commune fait partie de l'aire d'attraction de Toulouse, dont elle est une commune de la couronne,. Cette aire, qui regroupe 527 communes, est catégorisée dans les aires de 700 000 habitants ou plus (hors Paris),.

### Occupation des sols
L'occupation des sols de la commune, telle qu'elle ressort de la base de données européenne d’occupation biophysique des sols Corine Land Cover (CLC), est marquée par l'importance des territoires agricoles (75,7 % en 2018), en diminution par rapport à 1990 (83,2 %). La répartition détaillée en 2018 est la suivante : 
terres arables (56,1 %), zones agricoles hétérogènes (19,6 %), forêts (15 %), zones urbanisées (9,3 %). L'évolution de l’occupation des sols de la commune et de ses infrastructures peut être observée sur les différentes représentations cartographiques du territoire : la carte de Cassini (XVIIIe siècle), la carte d'état-major (1820-1866) et les cartes ou photos aériennes de l'IGN pour la période actuelle (1950 à aujourd'hui).

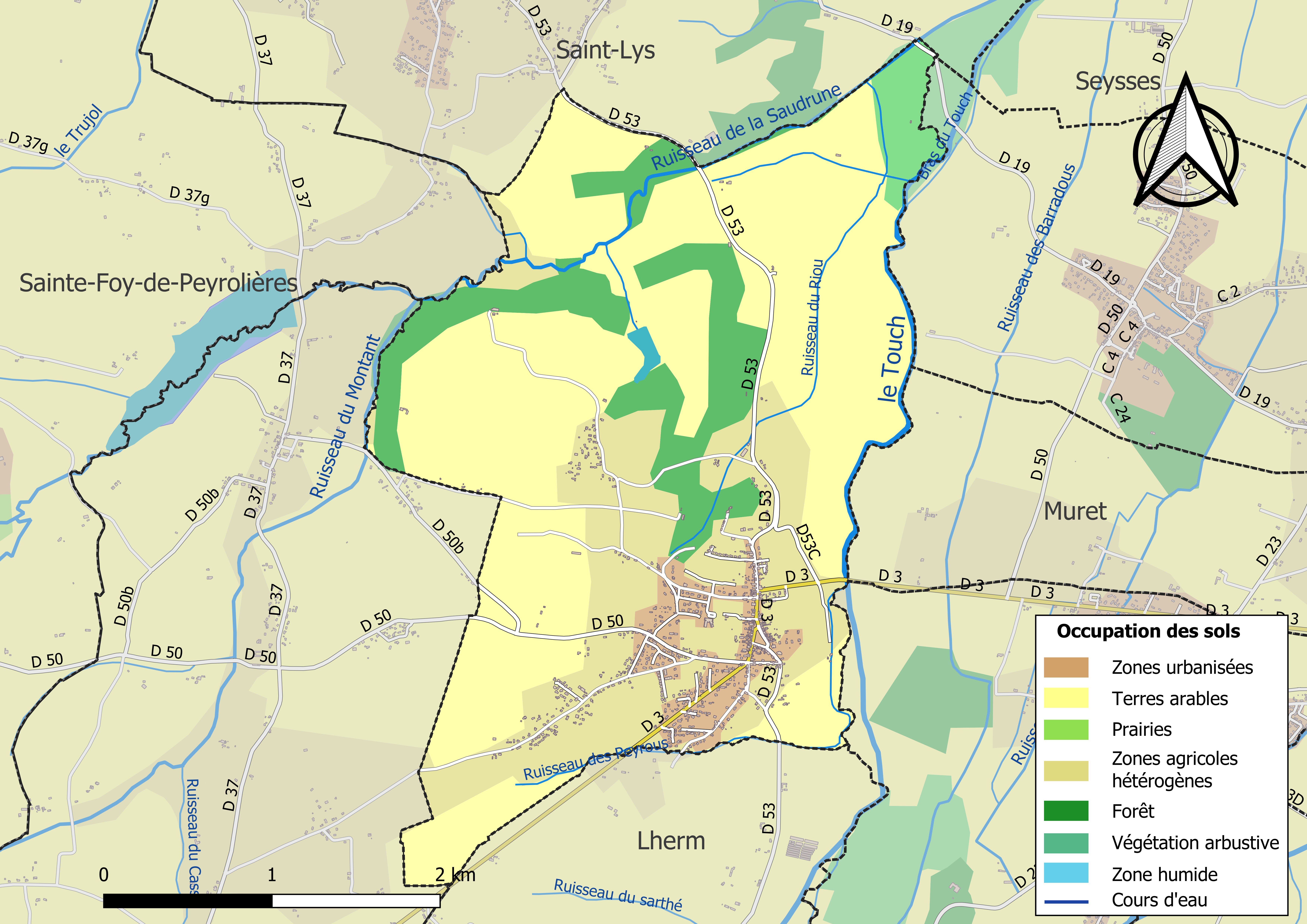
Carte des infrastructures et de l'occupation des sols de la commune en 2018 (CLC).

### Voies de communication et transports

#### Voies de communication
Accès par l'autoroute A64, sortie  34 Muret.

#### Transports
La ligne 312 du réseau Tisséo relie la mairie de la commune à la gare de Muret, en correspondance avec la ligne D en direction de Toulouse-Matabiau, la ligne 321 relie la commune à la gare de Muret également depuis Fonsorbes, et la ligne 363 relie la commune à la gare routière de Toulouse depuis Rieumes.
Voir aussi l'ancienne ligne de Toulouse à Boulogne-sur-Gesse et l'ancienne gare de Saint-Clar-de-Rivière.

### Risques majeurs
Le territoire de la commune de Saint-Clar-de-Rivière est vulnérable à différents aléas naturels : météorologiques (tempête, orage, neige, grand froid, canicule ou sécheresse), inondations et séisme (sismicité très faible). Un site publié par le BRGM permet d'évaluer simplement et rapidement les risques d'un bien localisé soit par son adresse soit par le numéro de sa parcelle.
Certaines parties du territoire communal sont susceptibles d’être affectées par le risque d’inondation par débordement de cours d'eau, notamment le Saudrune et le ruisseau du Montant. La commune a été reconnue en état de catastrophe naturelle au titre des dommages causés par les inondations et coulées de boue survenues en 1982, 1993, 1999, 2004 et 2009,.

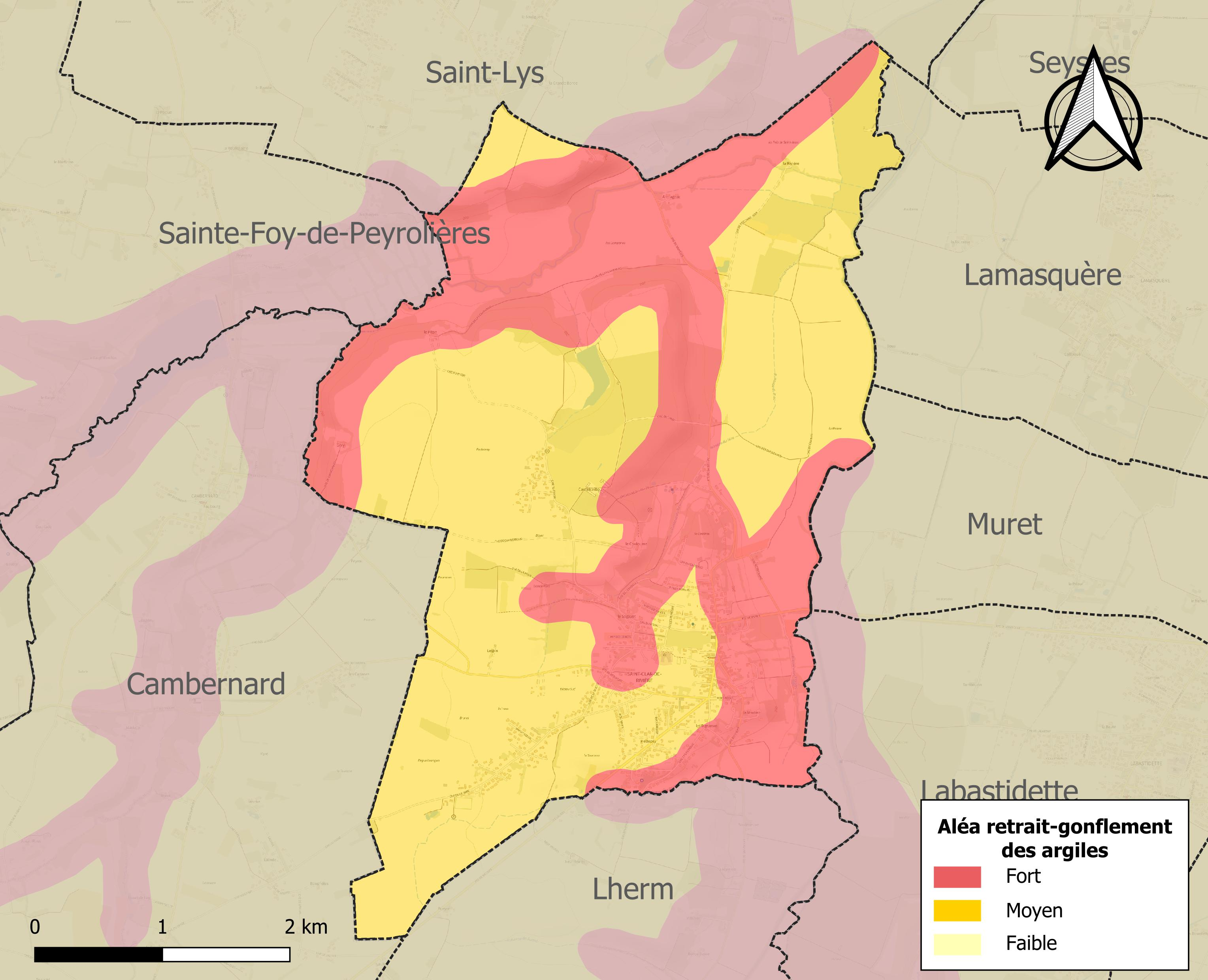
Carte des zones d'aléa retrait-gonflement des sols argileux de Saint-Clar-de-Rivière.

Le retrait-gonflement des sols argileux est susceptible d'engendrer des dommages importants aux bâtiments en cas d’alternance de périodes de sécheresse et de pluie. La totalité de la commune est en aléa moyen ou fort (88,8 % au niveau départemental et 48,5 % au niveau national). Sur les 500 bâtiments dénombrés sur la commune en 2019, 500 sont en aléa moyen ou fort, soit 100 %, à comparer aux 98 % au niveau départemental et 54 % au niveau national. Une cartographie de l'exposition du territoire national au retrait gonflement des sols argileux est disponible sur le site du BRGM,.
Par ailleurs, afin de mieux appréhender le risque d’affaissement de terrain, l'inventaire national des cavités souterraines permet de localiser celles situées sur la commune.
Concernant les mouvements de terrains, la commune a été reconnue en état de catastrophe naturelle au titre des dommages causés par la sécheresse en 1998 et 2003 et par des mouvements de terrain en 1999.

## Toponymie
Durant la Révolution, la commune, alors dénommée Saint-Clar, porte le nom de Plaizance-d'Encataly.
Le suffixe de-Rivière a été ajouté au nom de la commune en 1936.
Le nom de la commune en occitan gascon est Sent Clar de Ribèra.
Les habitants s’appellent les Saint-Clarais et les Saint-Claraises.

## Histoire

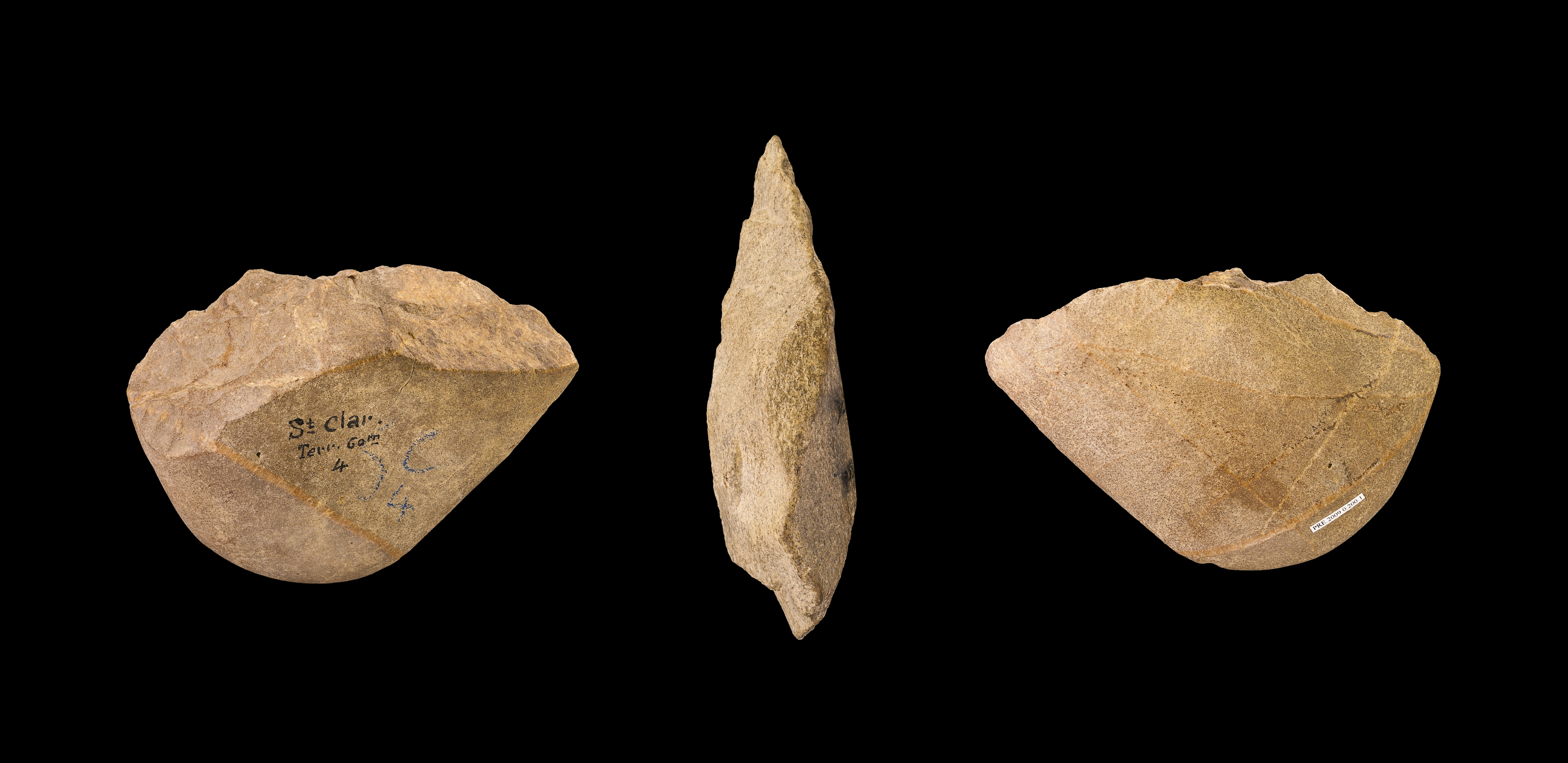
Galet aménagé - Collection d’Henri Breuil, Muséum de Toulouse.

Le territoire de la commune était peuplé dès le Paléolithique inférieur; comme le montre le mobilier préhistorique récolté et étudié par Henri Breuil.

## Politique et administration

### Administration municipale
Le nombre d'habitants au recensement de 2017 étant compris entre 500 habitants et 1 499 habitants, le nombre de membres du conseil municipal pour l'élection de 2020 est de quinze,.

### Rattachements administratifs et électoraux
Commune faisant partie de la sixième circonscription de la Haute-Garonne de la communauté d'agglomération du Muretain et du canton de Muret.

### Liste des maires
| Période                                  | Période  | Identité        | Étiquette | Qualité                    |
| ---------------------------------------- | -------- | --------------- | --------- | -------------------------- |
| avant 1995                               | ?        | Francis Laffont |           |                            |
| mars 2001                                | En cours | Étienne Gasquet | DVG-LREM  | Retraité Fonction publique |
| Les données manquantes sont à compléter. |          |                 |           |                            |

## Démographie
L'évolution du nombre d'habitants est connue à travers les recensements de la population effectués dans la commune depuis 1793. Pour les communes de moins de 10 000 habitants, une enquête de recensement portant sur toute la population est réalisée tous les cinq ans, les populations de référence des années intermédiaires étant quant à elles estimées par interpolation ou extrapolation. Pour la commune, le premier recensement exhaustif entrant dans le cadre du nouveau dispositif a été réalisé en 2006.

En 2022, la commune comptait 1 664 habitants, en évolution de +24,55 % par rapport à 2016 (Haute-Garonne : +8,02 %, France hors Mayotte : +2,11 %).
| 1793 | 1800 | 1806 | 1821 | 1831 | 1836 | 1841 | 1846 | 1851 |
| ---- | ---- | ---- | ---- | ---- | ---- | ---- | ---- | ---- |
| 494  | 600  | 545  | 559  | 568  | 564  | 564  | 610  | 609  |

| 1856 | 1861 | 1866 | 1872 | 1876 | 1881 | 1886 | 1891 | 1896 |
| ---- | ---- | ---- | ---- | ---- | ---- | ---- | ---- | ---- |
| 554  | 544  | 547  | 506  | 520  | 528  | 527  | 506  | 443  |

| 1901 | 1906 | 1911 | 1921 | 1926 | 1931 | 1936 | 1946 | 1954 |
| ---- | ---- | ---- | ---- | ---- | ---- | ---- | ---- | ---- |
| 463  | 436  | 405  | 337  | 304  | 300  | 331  | 307  | 328  |

| 1962 | 1968 | 1975 | 1982 | 1990 | 1999 | 2006  | 2011  | 2016  |
| ---- | ---- | ---- | ---- | ---- | ---- | ----- | ----- | ----- |
| 316  | 350  | 503  | 585  | 743  | 872  | 1 093 | 1 151 | 1 336 |

| 2021  | 2022  | - | - | - | - | - | - | - |
| ----- | ----- | - | - | - | - | - | - | - |
| 1 579 | 1 664 | - | - | - | - | - | - | - |

| selon la population municipale des années : | 1968 | 1975 | 1982 | 1990 | 1999 | 2006 | 2009 | 2013 |
| Rang de la commune dans le département      | 219  | 141  | 155  | 151  | 158  | 142  | 142  | 145  |
| Nombre de communes du département           | 592  | 582  | 586  | 588  | 588  | 588  | 589  | 589  |

## Économie

### Revenus
En 2018  (données Insee publiées en septembre 2021), la commune compte 560 ménages fiscaux, regroupant 1 485 personnes. La médiane du revenu disponible par unité de consommation est de 23 000 € (23 140 € dans le département).

### Emploi
|                | 2008  | 2013  | 2018  |
| -------------- | ----- | ----- | ----- |
| Commune        | 6,8 % | 6 %   | 7,4 % |
| Département    | 7,7 % | 9,6 % | 9,3 % |
| France entière | 8,3 % | 10 %  | 10 %  |

En 2018, la population âgée de 15 à 64 ans s'élève à 884 personnes, parmi lesquelles on compte 79,4 % d'actifs (72 % ayant un emploi et 7,4 % de chômeurs) et 20,6 % d'inactifs,. Depuis 2008, le taux de chômage communal (au sens du recensement) des 15-64 ans est inférieur à celui de la France et du département.
La commune fait partie de la couronne de l'aire d'attraction de Toulouse, du fait qu'au moins 15 % des actifs travaillent dans le pôle,. Elle compte 155 emplois en 2018, contre 141 en 2013 et 109 en 2008. Le nombre d'actifs ayant un emploi résidant dans la commune est de 642, soit un indicateur de concentration d'emploi de 24,1 % et un taux d'activité parmi les 15 ans ou plus de 66,2 %.
Sur ces 642 actifs de 15 ans ou plus ayant un emploi, 103 travaillent dans la commune, soit 16 % des habitants. Pour se rendre au travail, 90,1 % des habitants utilisent un véhicule personnel ou de fonction à quatre roues, 3,1 % les transports en commun, 3,2 % s'y rendent en deux-roues, à vélo ou à pied et 3,6 % n'ont pas besoin de transport (travail au domicile).

### Activités hors agriculture

#### Secteurs d'activités
100 établissements sont implantés  à Saint-Clar-de-Rivière au 31 décembre 2019. Le tableau ci-dessous en détaille le nombre par secteur d'activité et compare les ratios avec ceux du département,.
| Secteur d'activité                                                                                        | Commune | Commune | Département |
| Secteur d'activité                                                                                        | Nombre  | %       | %           |
| --- | ------- | ------- | ----------- |
| Ensemble                                                                                                  | 100     | 100 %   | (100 %)     |
| Industrie manufacturière, industries extractives et autres                                                | 6       | 6 %     | (5,7 %)     |
| Construction                                                                                              | 16      | 16 %    | (12 %)      |
| Commerce de gros et de détail, transports, hébergement et restauration                                    | 16      | 16 %    | (25,9 %)    |
| Information et communication                                                                              | 3       | 3 %     | (4,1 %)     |
| Activités financières et d'assurance                                                                      | 1       | 1 %     | (3,8 %)     |
| Activités immobilières                                                                                    | 7       | 7 %     | (4,2 %)     |
| Activités spécialisées, scientifiques et techniques et activités de services administratifs et de soutien | 13      | 13 %    | (19,8 %)    |
| Administration publique, enseignement, santé humaine et action sociale                                    | 25      | 25 %    | (16,6 %)    |
| Autres activités de services                                                                              | 13      | 13 %    | (7,9 %)     |

Le secteur de l'administration publique, l'enseignement, la santé humaine et l'action sociale est prépondérant sur la commune puisqu'il représente 25 % du nombre total d'établissements de la commune (25 sur les 100 entreprises implantées  à Saint-Clar-de-Rivière), contre 16,6 % au niveau départemental.

#### Entreprises et commerces
Les deux entreprises ayant leur siège social sur le territoire communal qui génèrent le plus de chiffre d'affaires en 2020 sont : 
- FTTE, travaux d'installation électrique dans tous locaux (197 k€) ;
- Ijl Elec, travaux d'installation électrique dans tous locaux (134 k€).

### Agriculture
|               | 1988 | 2000 | 2010  | 2020 |
| ------------- | ---- | ---- | ----- | ---- |
| Exploitations | 15   | 13   | 7     | 5    |
| SAU (ha)      | 462  | 981  | 1 040 | 613  |

La commune est dans les « Coteaux du Gers », une petite région agricole occupant une partie nord-ouest du département de la Haute-Garonne, caractérisée par une succession de coteaux peu accidentés, les surfaces cultivées étant entièrement dévolues aux grandes cultures. En 2020, l'orientation technico-économique de l'agriculture  sur la commune est la culture de céréales et/ou d'oléoprotéagineuses. Cinq exploitations agricoles ayant leur siège dans la commune sont dénombrées lors du recensement agricole de 2020 (15 en 1988). La superficie agricole utilisée est de 613 ha,,.
L'agriculture basée sur la culture de céréales (maïs, blé…) a encore une place importante mais tend à diminuer en faveur de zones résidentielles liées à la proximité de l'agglomération toulousaine.

## Vie pratique

### Enseignement
Saint-Clar-de-Rivière fait partie de l'académie de Toulouse.
La commune de Saint-Clar-de-Rivière possède un groupe scolaire (Auguste Zamoyski) comprenant une école maternelle et une école élémentaire.

### Activités sportives
Chasse, pétanque.

### Écologie et recyclage
La collecte et le traitement des déchets des ménages et des déchets assimilés ainsi que la protection et la mise en valeur de l'environnement se font dans le cadre de la communauté d'agglomération du Muretain.

## Culture locale et patrimoine

### Lieux et monuments
- Château de Saint-Clar-de-Rivière inscrit aux monuments historiques en 1991.
- Église Saint-Clair.

### Personnalités liées à la commune
- Auguste Zamoyski, sculpteur, a vécu et travaillé plus de dix ans dans la commune où il avait son atelier et où il est mort en 1970[43].

### Héraldique
| Blason de Saint-Clar-de-Rivière | Blason  | D'or à la croix pattée de gueules cantonnée aux 1er et 4e d'un lion de sable, celui du 1er quartier contourné, au 2e d'une rose tigée et feuillée de sable, au 3e d'un chêne du même. |
| Blason de Saint-Clar-de-Rivière | Détails | Le statut officiel du blason reste à déterminer. |

## Pour approfondir